# Daniel Zegeye
Daniel Zegeye (Arusi, 13 maart 1979) is een voormalig Ethiopisch middellangeafstandsloper die is gespecialiseerd in de 1500 m.
Zegeye werd tiende op het WK junioren 1998 en zesde op de Olympische Spelen van Sydney in 2000.
Op het WK indooratletiek 2001 en de wereldkampioenschappen atletiek 2001 behaalde hij de finale niet. Sinds 2003 deed hij niet meer mee op topsport-niveau. Zijn persoonlijk record op de 1500 m was 3.36,33 minuten dat hij behaalde in Linz in 2000.

## Titels
- Ethiopisch kampioen 800 m - 2001
- Ethiopisch kampioen 1500 m - 2001

## Persoonlijke records
Outdoor
| Onderdeel | Prestatie | Datum           | Plaats   |
| --------- | --------- | --------------- | -------- |
| 1.500 m   | 3.36,33   | 8 augustus 2000 | Linz     |
| 1 mijl    | 3.57,40   | 3 juni 2001     | Portland |
| 2.000 m   | 5.08,36   | 7 augustus 1999 | Hechtel  |
| 5.000 m   | 14.45,34  | 26 mei 2002     | Eugene   |

Indoor
| Onderdeel | Prestatie | Datum           | Plaats |
| --------- | --------- | --------------- | ------ |
| 1.500 m   | 3.41,02   | 1 februari 2003 | Boston |
| 1 mijl    | 3.58,92   | 27 januari 2002 | Boston |
| 3.000 m   | 7.48,46   | 4 februari 2001 | Boston |

## Palmares

### 1500 m
- 1998: 10e WK - 3.46,45
- 2000: 6e OS - 3.36,78

### 3000 m
- 1999:  Hamburg Meeting - 7.57,77

### halve marathon
- 2005:  halve marathon van Hartford - 1:07.19

### veldlopen
- 2000: 32e WK korte afstand in Vilamoura - 11.55